# Nymphoides lacunosa
Nymphoides lacunosa là một loài thực vật có hoa trong họ Menyanthaceae. Loài này được (Vent.) Fernald mô tả khoa học đầu tiên năm 1908.